# Crumbles murders
Crumbles Murders pode referir-se a dois crimes ocorridos em "The Crumbles", uma praia encascalhada entre  Eastbourne e Beachy Head — o assassinato de 1920 contra Irene Monro por Field e Gray, e em 1924 o duplo assassinato de Emily Kaye e seu filho não nascido por Patrick Mahon.

## Irene Monro
Irene Monro foi morta por Jack Alfred Field e William Thomas Gray.  O corpo dela foi enterrado entre as pedras do cascalho da praia.

## Emily Kaye
Essa caso foi investigado pelo investigador forence  Sir Bernard Spilsbury, que ficou notado pelas diversas falhas durante a investigação do caso. Os restos mortais de Emily Kaye, que estava grávida, e seu filho em desenvolvimento foram achados em uma casa de praia em The Crumbles, local onde havia iniciado seu caso com Patrick Mahon, que era casado e foi condenado e enforcado tempos depois. 
Um filme de 1976 foi feito sobre esse crime, Killers: The Crumbles Murder.  Em  1984 um grupo australiano, Severed Heads, usou uma narração sobre o assassinato de Emily Kaye em uma rádio escrita por Edgar Lustgarten como abertura de sua canção  "Dead Eyes Opened."